# He Ying
He Ying (kinesiska: 何 影), född 17 april 1977, är en kinesisk idrottare som tog silver i bågskytte vid olympiska sommarspelen 1996 och 2004.